# Nailchén
Nailchén är en ort i Mexiko.   Den ligger i kommunen San Juan Cancuc och delstaten Chiapas, i den sydöstra delen av landet, 800 km öster om huvudstaden Mexico City. Nailchén ligger 1 661 meter över havet och antalet invånare är 953.
Terrängen runt Nailchén är kuperad österut, men västerut är den bergig. Terrängen runt Nailchén sluttar norrut. Runt Nailchén är det ganska tätbefolkat, med 75 invånare per kvadratkilometer. Närmaste större samhälle är Yoshib, 3,2 km söder om Nailchén. I omgivningarna runt Nailchén växer i huvudsak städsegrön lövskog.